# UEFAチャンピオンズリーグ 2012-13 グループリーグ
UEFAチャンピオンズリーグ 2012-13 グループリーグ (UEFA Champions League 2012?13 group stage) は、2012年9月18日から12月5日まで開催されたUEFAチャンピオンズリーグ2012-13 本戦の第1ステージである。予選プレーオフを勝ち抜いた10チームと、直接本戦出場権を獲得した22チームの計32チームで行われる。各グループを勝ち抜いた16チームが決勝トーナメントへ進出する。

## 抽選
UEFAランキングに基づいたシードにより4つの抽選ポットに分けられ、8グループに振り分けられる。なお、前回大会優勝のチェルシーFCは自動的にポット1に振り分けられ、同一ポットや同一リーグからは同じグループに振り分けられない。
組み合わせ抽選会は、2012年8月30日にモナコのグリマルディ・フォーラムで行われた。
| ポット1            | ポット1  | ポット1 |
| チーム             | ポイント |         |
| ------------------ | -------- | ------- |
| チェルシー         | 135.882  |         |
| バルセロナ         | 157.837  |         |
| マンチェスターU    | 141.882  |         |
| バイエルン         | 133.037  |         |
| レアル・マドリード | 121.837  |         |
| アーセナル         | 113.882  |         |
| ポルト             | 98.069   |         |
| ミラン             | 89.996   |         |

| ポット2          | ポット2  | ポット2 |
| チーム           | ポイント |         |
| ---------------- | -------- | ------- |
| バレンシア       | 89.837   |         |
| ベンフィカ       | 87.069   |         |
| シャフタール     | 84.026   |         |
| ゼニト           | 79.066   |         |
| シャルケ04       | 78.037   |         |
| マンチェスターC  | 63.882   |         |
| ブラガ           | 63.069   |         |
| ディナモ・キーウ | 62.026   |         |

| ポット3              | ポット3  | ポット3 |
| チーム               | ポイント |         |
| -------------------- | -------- | ------- |
| オリンピアコス       | 61.420   |         |
| アヤックス           | 58.103   |         |
| アンデルレヒト       | 48.480   |         |
| ユヴェントス         | 46.996   |         |
| スパルタク・モスクワ | 46.066   |         |
| パリ・サンジェルマン | 45.835   |         |
| リール               | 38.835   |         |
| ガラタサライ         | 38.310   |         |

| ポット4            | ポット4  | ポット4 |
| チーム             | ポイント |         |
| ------------------ | -------- | ------- |
| セルティック       | 32.728   |         |
| ドルトムント       | 31.037   |         |
| BATE               | 29.641   |         |
| ディナモ・ザグレブ | 24.774   |         |
| CFRクルジュ        | 18.764   |         |
| マラガ             | 16.837   |         |
| モンペリエ         | 11.835   |         |
| ノアシェラン       | 8.005    |         |

## 順位決定方法
各グループ内で2チーム以上が総勝点で並んだ場合、以下の順番で順位が決定される。
1. 直接対決の勝点
2. 直接対決の得失点差
3. 直接対決のアウェーゴール数
4. 総得失点差
5. 総得点
6. クラブ及び所属リーグの過去5年間のUEFA積算係数ポイント

## グループ
各グループでホーム・アンド・アウェー方式の総当たり戦を行い、各グループ上位2チームは決勝トーナメント1回戦に進出。3位チームはUEFAヨーロッパリーグ 2012-13の決勝トーナメントに出場し、そのうちの上位4チームはヨーロッパリーグの各グループ首位の12クラブと共にシードされる。
各節の日程は以下の通り。
- 第1節 2012年9月18・19日
- 第2節 2012年10月2・3日
- 第3節 2012年10月23・24日
- 第4節 2012年11月6・7日
- 第5節 2012年11月20・21日
- 第6節 2012年12月4・5日

| グループリーグ順位表の凡例                        |
| ------------------------------------------------- |
| 上位2teamは決勝トーナメント進出                   |
| 3位teamはUEFAヨーロッパリーグ決勝トーナメント進出 |

### グループA
| team                 | 勝点 | 試合 | 勝 | 分 | 負 | 得 | 失 | 差  |
| -------------------- | ---- | ---- | -- | -- | -- | -- | -- | --- |
| パリ・サンジェルマン | 15   | 6    | 5  | 0  | 1  | 14 | 3  | +11 |
| ポルト               | 13   | 6    | 4  | 1  | 1  | 10 | 4  | +6  |
| ディナモ・キーウ     | 5    | 6    | 1  | 2  | 3  | 6  | 10 | -4  |
| ディナモ・ザグレブ   | 1    | 6    | 0  | 1  | 5  | 1  | 14 | -13 |

| 2012年9月18日 20:45 |

| ディナモ・ザグレブ | 0 - 2    | ポルト                        |
|                    | レポート | ルチョ 41分 · ドフール 90+2分 |

| スタディオン・マクシミール, ザグレブ 観客数: 4,683人 主審: ダニエレ･オルサト |

| 2012年9月18日 20:45 |

| パリ・サンジェルマン                                                                     | 4 - 1    | ディナモ・キーウ |
| イブラヒモビッチ 19分 (pen.) · チアゴ・シウバ 29分 · アレックス 32分 · パストーレ 90+1分 | レポート | ヴェローゾ 87分  |

| パルク・デ・プランス, パリ 観客数: 42,536人 主審: ビョルン･カイペルス |

| 2012年10月3日 20:45 |

| ディナモ・キーウ                      | 2 - 0    | ディナモ・ザグレブ |
| グセフ 3分 · ピヴァリッチ 33分 (o.g.) | レポート |                    |

| オリンピスキ・スタジアム, キエフ 観客数: 47,804人 主審: マーティン・アトキンソン |

| 2012年10月3日 20:45 |

| ポルト          | 1 - 0    | パリ・サンジェルマン |
| ロドリゲス 83分 | レポート |                      |

| エスタディオ・ド・ドラゴン, ポルト 観客数: 36,509人 主審: ハワード・ウェブ |

| 2012年10月24日 20:45 |

| ポルト                                  | 3 - 2    | ディナモ・キーウ            |
| ヴァレラ 15分 · マルティネス 36分, 78分 | レポート | グセフ 21分 · イディエ 72分 |

| エスタディオ・ド・ドラゴン, ポルト 観客数: 29,317人 主審: パベル・クラーロベツ |

| 2012年10月24日 20:45 |

| ディナモ・ザグレブ | 0 - 2    | パリ・サンジェルマン                  |
|                    | レポート | イブラヒモヴィッチ 33分 · メネス 43分 |

| スタディオン・マクシミール, ザグレブ 観客数: 9,326人 主審: フィラト・アイディヌス |

| 2012年11月6日 20:45 |

| ディナモ・キーウ | 0 - 0    | ポルト |
|                  | レポート |        |

| オリンピスキ・スタジアム, キエフ 観客数: 34,386人 主審: アルベルト・ウンディアーノ |

| 2011年11月6日 20:45 |

| パリ・サンジェルマン                                            | 4 - 0    | ディナモ・ザグレブ |
| アレックス 16分 · マテュイディ 61分 · メネス 65分 · オアロ 80分 | レポート |                    |

| パルク・デ・プランス, パリ 観客数: 41,060人 主審: パベウ・ギル |

| 2012年11月21日 20:45 |

| ポルト                                            | 3 - 0    | ディナモ・ザグレブ |
| ルチョ 20分 · モウティーニョ 60分 · ヴァレラ 85分 | レポート |                    |

| エスタディオ・ド・ドラゴン, ポルト 観客数: 27,603人 主審: パオロ・タリャベント |

| 2012年11月21日 20:45 |

| ディナモ・キーウ | 0 - 2    | パリ・サンジェルマン |
|                  | レポート | ラベッシ 45分, 52分  |

| オリンピスキ・スタジアム, キエフ 観客数: 36,712人 主審: ヴォルフガング・シュタルク |

| 2012年12月4日 20:45 |

| ディナモ・ザグレブ               | 1 - 1    | ディナモ・キーウ    |
| クルスタノヴィッチ 90+5分 (pen.) | レポート | ヤルモレンコ 45+1分 |

| スタディオン・マクシミール, ザグレブ 観客数: 3,663人 主審: スタニスラフ・トドロフ |

| 2012年12月4日 20:45 |

| パリ・サンジェルマン                | 2 - 1    | ポルト            |
| チアゴ・シウバ 29分 · ラベッシ 61分 | レポート | マルティネス 33分 |

| パルク・デ・プランス, パリ 観客数: 45,512人 主審: クレイグ・トムソン |

### グループB
| team           | 勝点 | 試合 | 勝 | 分 | 負 | 得 | 失 | 差 |
| -------------- | ---- | ---- | -- | -- | -- | -- | -- | -- |
| シャルケ04     | 12   | 6    | 3  | 3  | 0  | 10 | 6  | +4 |
| アーセナル     | 10   | 6    | 3  | 1  | 2  | 10 | 8  | +2 |
| オリンピアコス | 9    | 6    | 3  | 0  | 3  | 9  | 9  | 0  |
| モンペリエ     | 2    | 6    | 0  | 2  | 4  | 6  | 12 | -6 |

| 2012年9月18日 20:45 |

| モンペリエ          | 1 - 2    | アーセナル                              |
| ベランダ 9分 (pen.) | レポート | ポドルスキ 16分 · ジェルヴィーニョ 18分 |

| スタッド・ドゥ・ラ・モッソン, モンペリエ 観客数: 27,522人 主審: カルロス・ベラスコ・カルバジョ |

| 2012年9月18日 20:45 |

| オリンピアコス  | 1 - 2    | シャルケ04                            |
| アブドゥン 58分 | レポート | ヘーヴェデス 41分 · フンテラール 59分 |

| カライスカキス・スタジアム, ピレウス 観客数: 30,922人 主審: ダビド・フェルナンデス・ボルバラン |

| 2012年10月3日 20:45 |

| シャルケ04                                   | 2 - 2    | モンペリエ                      |
| ドラクスラー 26分 · フンテラール 53分 (pen.) | レポート | アイ＝ファナ 13分 · カマラ 90分 |

| シュタディオン・ゲルゼンキルヘン, ゲルゼンキルヒェン 観客数: 50,004人 主審: セルゲイ・カラセフ |

| 2012年10月3日 20:45 |

| アーセナル                                                | 3 - 1    | オリンピアコス    |
| ジェルヴィーニョ 42分 · ポドルスキ 56分 · ラムジー 90+4分 | レポート | ミトログル 45+1分 |

| アーセナル・スタジアム, ロンドン 観客数: 60,034人 主審: スバイン・モーエン |

| 2012年10月24日 20:45 |

| アーセナル | 0 - 2    | シャルケ04                          |
|            | レポート | フンテラール 76分 · アフェライ 86分 |

| アーセナル・スタジアム, ロンドン 観客数: 60,049人 主審: ヨナス・エリクソン |

| 2012年10月24日 20:45 |

| モンペリエ        | 1 - 2    | オリンピアコス                        |
| シャルボニエ 49分 | レポート | トロシディス 73分 · ミトログル 90+1分 |

| スタッド・ドゥ・ラ・モッソン, モンペリエ 観客数: 22,834人 主審: ダニエレ・オルサート |

| 2012年11月6日 20:45 |

| シャルケ04                              | 2 - 2    | アーセナル                      |
| フンテラール 45+2分 · ファルファン 67分 | レポート | ウォルコット 18分 · ジルー 26分 |

| シュタディオン・ゲルゼンキルヘン, ゲルゼンキルヒェン 観客数: 54,142人 主審: ニコラ・リッツォーリ |

| 2012年11月6日 20:45 |

| オリンピアコス                               | 3 - 1    | モンペリエ           |
| マシャド 4分 · グレコ 80分 · ミトログル 82分 | レポート | ベランダ 66分 (pen.) |

| カライスカキス・スタジアム, ピレウス 観客数: 28,217人 主審: マリヨ・ストラホニャ |

| 2012年11月21日 20:45 |

| アーセナル                          | 2 - 0    | モンペリエ |
| ウィルシャー 49分 · ポドルスキ 63分 | レポート |            |

| アーセナル・スタジアム, ロンドン 観客数: 59,760人 主審: フィラト・アイディヌス |

| 2012年11月21日 20:45 |

| シャルケ04    | 1 - 0    | オリンピアコス |
| フックス 77分 | レポート |                |

| シュタディオン・ゲルゼンキルヘン, ゲルゼンキルヒェン 観客数: 52,254人 主審: ビョルン・カイペルス |

| 2012年12月4日 20:45 |

| モンペリエ    | 1 - 1    | シャルケ04        |
| エレーラ 59分 | レポート | ヘーヴェデス 56分 |

| スタッド・ドゥ・ラ・モッソン, モンペリエ 観客数: 23,142人 主審: アントニオ・マテウ・ラオス |

| 2012年12月4日 20:45 |

| オリンピアコス                      | 2 - 1    | アーセナル      |
| マニアティス 64分 · ミトログル 73分 | レポート | ロシツキー 38分 |

| カライスカキス・スタジアム, ピレウス 観客数: 28,128人 主審: アルベルト・ウンディアーノ |

### グループC
| team           | 勝点 | 試合 | 勝 | 分 | 負 | 得 | 失 | 差 |
| -------------- | ---- | ---- | -- | -- | -- | -- | -- | -- |
| マラガ         | 12   | 6    | 3  | 3  | 0  | 12 | 5  | +7 |
| ミラン         | 8    | 6    | 2  | 2  | 2  | 7  | 6  | +1 |
| ゼニト         | 7    | 6    | 2  | 1  | 3  | 6  | 9  | -3 |
| アンデルレヒト | 5    | 6    | 1  | 3  | 2  | 4  | 9  | -5 |

| 2012年9月18日 20:45 |

| マラガ                           | 3 - 0    | ゼニト |
| イスコ 3分, 76分 · サビオラ 13分 | レポート |        |

| ラ・ロサレーダ, マラガ 観客数: 23,670人 主審: マーク・クラッテンバーグ |

| 2012年9月18日 20:45 |

| ミラン | 0 - 0    | アンデルレヒト |
|        | レポート |                |

| サン・シーロ, ミラン 観客数: 27,593人 主審: ウィリアム・コルム |

| 2012年10月3日 18:00 |

| ゼニト                        | 2 - 3    | ミラン                                                                 |
| フッキ 45+2分 · シロコフ 49分 | レポート | エマヌエルソン 13分 · エル・シャーラウィ 16分 · フボチャン 75分 (o.g.) |

| ペトロフスキー・スタジアム, サンクトペテルブルク 観客数: 21,703人 主審: フェリックス・ブリッヒ |

| 2012年10月3日 20:45 |

| アンデルレヒト | 0 - 3    | マラガ                                       |
|                | レポート | エリゼウ 45+1分, 64分 · ホアキン 57分 (pen.) |

| コンスタン・ヴァンデン・ストックスタディオン, ブリュッセル 観客数: 15,711人 主審: カッシャイ・ヴィクトル |

| 2012年10月24日 18:00 |

| ゼニト                   | 1 - 0    | アンデルレヒト |
| ケルジャコフ 72分 (pen.) | レポート |                |

| ペトロフスキー・スタジアム, サンクトペテルブルク 観客数: 18,034人 主審: イバン・ベベク |

| 2012年10月24日 20:45 |

| マラガ        | 1 - 0    | ミラン |
| ホアキン 64分 | レポート |        |

| ラ・ロサレーダ, マラガ 観客数: 27,683人 主審: ペドロ・プロエンサ |

| 2012年11月6日 20:45 |

| アンデルレヒト | 1 - 0    | ゼニト |
| ムボカニ 17分  | レポート |        |

| コンスタン・ヴァンデン・ストックスタディオン, ブリュッセル 観客数: 16,437人 主審: アントニー・ゴティエール |

| 2012年11月6日 20:45 |

| ミラン    | 1 - 1    | マラガ        |
| パト 73分 | レポート | エリゼウ 40分 |

| サン・シーロ, ミラン 観客数: 30,891人 主審: ハワード・ウェブ |

| 2012年11月21日 18:00 |

| ゼニト                          | 2 - 2    | マラガ                      |
| ダニー 49分 · ファイズリン 86分 | レポート | ブオナノッテ 8分 · セバ 9分 |

| ペトロフスキー・スタジアム, サンクトペテルブルク 観客数: 18,347人 主審: オレガリオ・ベンクエレンサ |

| 2012年11月21日 20:45 |

| アンデルレヒト  | 1 - 3    | ミラン                                                |
| デ・ステル 78分 | レポート | エル・シャーラウィ 47分 · メクセス 71分 · パト 90+1分 |

| コンスタン・ヴァンデン・ストックスタディオン, ブリュッセル 観客数: 19,803人 主審: ダミル・スコミナ |

| 2012年12月4日 20:45 |

| マラガ            | 2 - 2    | アンデルレヒト                        |
| ドゥダ 45分, 61分 | レポート | ヨヴァノヴィッチ 50分 · ムボカニ 89分 |

| ラ・ロサレーダ, マラガ 観客数: 21,769人 主審: デニズ・アイテクン |

| 2012年12月4日 20:45 |

| ミラン | 0 - 1    | ゼニト      |
|        | レポート | ダニー 35分 |

| サン・シーロ, ミラン 観客数: 29,508人 主審: トニー・シャプロン |

### グループD
| team                   | 勝点 | 試合 | 勝 | 分 | 負 | 得 | 失 | 差 |
| ---------------------- | ---- | ---- | -- | -- | -- | -- | -- | -- |
| ドルトムント           | 14   | 6    | 4  | 2  | 0  | 11 | 5  | +6 |
| レアル・マドリード     | 11   | 6    | 3  | 2  | 1  | 15 | 9  | +6 |
| アヤックス             | 4    | 6    | 1  | 1  | 4  | 8  | 16 | -8 |
| マンチェスター・シティ | 3    | 6    | 0  | 3  | 3  | 7  | 11 | -4 |

| 2012年9月18日 20:45 |

| ドルトムント          | 1 - 0    | アヤックス |
| レヴァンドフスキ 87分 | レポート |            |

| BVBシュタディオン・ドルトムント, ドルトムント 観客数: 65,829人 主審: パオロ・タリャベント |

| 2012年9月18日 20:45 |

| レアル・マドリード                            | 3 - 2    | マンチェスター・シティ      |
| マルセロ 76分 · ベンゼマ 87分 · ロナウド 90分 | レポート | ジェコ 68分 · コラロヴ 85分 |

| エスタディオ・サンティアゴ・ベルナベウ, マドリード 観客数: 70,381人 主審: ダミル・スコミナ |

| 2012年10月3日 18:30 |

| マンチェスター・シティ | 1 - 1    | ドルトムント |
| バロテッリ 90分 (pen.) | レポート | ロイス 61分  |

| シティ・オブ・マンチェスター・スタジアム, マンチェスター 観客数: 43,657人 主審: パベル・クラーロベツ |

| 2012年10月3日 20:45 |

| アヤックス        | 1 - 4    | レアル・マドリード                        |
| モイサンデル 56分 | レポート | ロナウド 42分, 79分, 81分 · ベンゼマ 48分 |

| アムステルダム・アレナ, アムステルダム 観客数: 49,491人 主審: ヨナス・エリクソン |

| 2012年10月24日 20:45 |

| アヤックス                                            | 3 - 1    | マンチェスター・シティ |
| デ・ヨング 45分 · モイサンデル 57分 · エリクセン 68分 | レポート | ナスリ 22分            |

| アムステルダム・アレナ, アムステルダム 観客数: 45,743人 主審: スバイン・モーエン |

| 2012年10月24日 20:45 |

| ドルトムント                                | 2 - 1    | レアル・マドリード |
| レヴァンドフスキ 36分 · シュメルツァー 64分 | レポート | ロナウド 38分      |

| BVBシュタディオン・ドルトムント, ドルトムント 観客数: 65,829人 主審: カッシャイ・ヴィクトル |

| 2012年11月6日 20:45 |

| マンチェスター・シティ              | 2 - 2    | アヤックス            |
| ヤヤ・トゥーレ 22分 · アグエロ 74分 | レポート | デ・ヨング 10分, 17分 |

| シティ・オブ・マンチェスター・スタジアム, マンチェスター 観客数: 40,222人 主審: ペーター・ラスムセン |

| 2012年11月6日 20:45 |

| レアル・マドリード      | 2 - 2    | ドルトムント                         |
| ペペ 34分 · エジル 89分 | レポート | ロイス 28分 · アルベロア 45分 (o.g.) |

| エスタディオ・サンティアゴ・ベルナベウ, マドリード 観客数: 74,932人 主審: ジュネイト・チャクル |

| 2012年11月21日 20:45 |

| アヤックス    | 1 - 4    | ドルトムント                                             |
| ホーセン 87分 | レポート | ロイス 8分 · ゲッツェ 36分 · レヴァンドフスキ 41分, 67分 |

| アムステルダム・アレナ, アムステルダム 観客数: 47,500人 主審: ペドロ・プロエンサ |

| 2012年11月21日 20:45 |

| マンチェスター・シティ | 1 - 1    | レアル・マドリード |
| アグエロ 73分 (pen.)   | レポート | ベンゼマ 10分      |

| シティ・オブ・マンチェスター・スタジアム, マンチェスター 観客数: 45,740人 主審: ジャンルカ・ロッキ |

| 2012年12月4日 20:45 |

| ドルトムント  | 1 - 0    | マンチェスター・シティ |
| シーバー 57分 | レポート |                        |

| BVBシュタディオン・ドルトムント, ドルトムント 観客数: 65,829人 主審: ミロラド・マジッチ |

| 2012年12月4日 20:45 |

| レアル・マドリード                                | 4 - 1    | アヤックス        |
| ロナウド 13分 · カジェホン 28分, 88分 · カカ 49分 | レポート | ブーリフテル 59分 |

| エスタディオ・サンティアゴ・ベルナベウ, マドリード 観客数: 57,245人 主審: パベル・クラーロベツ |

### グループE
| team         | 勝点 | 試合 | 勝 | 分 | 負 | 得 | 失 | 差  |
| ------------ | ---- | ---- | -- | -- | -- | -- | -- | --- |
| ユヴェントス | 12   | 6    | 3  | 3  | 0  | 12 | 4  | +8  |
| シャフタール | 10   | 6    | 3  | 1  | 2  | 12 | 8  | +4  |
| チェルシー   | 10   | 6    | 3  | 1  | 2  | 16 | 10 | +6  |
| ノアシェラン | 1    | 6    | 0  | 1  | 5  | 4  | 22 | -18 |

| 2012年9月19日 20:45 |

| シャフタール            | 2 - 0    | ノアシェラン |
| ムヒタリアン 44分, 76分 | レポート |              |

| ドンバス・アリーナ, ドネツィク 観客数: 45,816人 主審: パベウ･ギル |

| 2012年9月19日 20:45 |

| チェルシー          | 2 - 2    | ユヴェントス                      |
| オスカル 31分, 33分 | レポート | ビダル 38分 · クアリャレッラ 80分 |

| スタンフォード・ブリッジ, ロンドン 観客数: 40,918人 主審: ペドロ・プロエンサ |

| 2012年10月2日 20:45 |

| ユヴェントス  | 1 - 1    | シャフタール      |
| ボヌッチ 25分 | レポート | テイシェイラ 23分 |

| ユヴェントス・アリーナ, トリノ 観客数: 29,368人 主審: バス・ナイファイス |

| 2012年10月2日 20:45 |

| ノアシェラン | 0 - 4    | チェルシー                                              |
|              | レポート | マタ 33分, 82分 · ダヴィド・ルイス 79分 · ラミレス 89分 |

| パルケン・スタディオン, コペンハーゲン 観客数: 25,120人 主審: マリヨ・ストラホニャ |

| 2012年10月23日 20:45 |

| ノアシェラン    | 1 - 1    | ユヴェントス    |
| ベックマン 50分 | レポート | ヴチニッチ 81分 |

| パルケン・スタディオン, コペンハーゲン 観客数: 22,404人 主審: デニズ・アイテクン |

| 2012年10月23日 20:45 |

| シャフタール                               | 2 - 1    | チェルシー    |
| テイシェイラ 3分 · フェルナンジーニョ 52分 | レポート | オスカル 88分 |

| ドンバス・アリーナ, ドネツィク 観客数: 51,435人 主審: ダミル・スコミナ |

| 2012年11月7日 20:45 |

| チェルシー                                     | 3 - 2    | シャフタール         |
| トーレス 6分 · オスカル 40分 · モーゼス 90+4分 | レポート | ウィリアン 9分, 47分 |

| スタンフォード・ブリッジ, ロンドン 観客数: 41,067人 主審: カルロス・ベラスコ・カルバジョ |

| 2012年11月20日 20:45 |

| ノアシェラン                          | 2 - 5    | シャフタール                                            |
| ノルストラン 24分 · ロレンツェン 29分 | レポート | L.アドリアーノ 26分, 53分, 81分 · ウィリアン 44分, 50分 |

| パルケン・スタディオン, コペンハーゲン 観客数: 17,054人 主審: アントニー・ゴティエール |

| 2012年11月20日 20:45 |

| ユヴェントス                                          | 3 - 0    | チェルシー |
| クアリャレッラ 38分 · ビダル 61分 · ジョビンコ 90+1分 | レポート |            |

| ユヴェントス・アリーナ, トリノ 観客数: 39,670人 主審: ジュネイト・チャクル |

| 2012年12月5日 20:45 |

| シャフタール | 0 - 1    | ユヴェントス         |
|              | レポート | クチェル 58分 (o.g.) |

| ドンバス・アリーナ, ドネツィク 観客数: 50,104人 主審: ヨナス・エリクソン |

| 2012年12月5日 20:45 |

| チェルシー                                                                                       | 6 - 1    | ノアシェラン  |
| ダヴィド・ルイス 38分 (pen.) · トーレス 45+2分, 56分 · ケーヒル 51分 · マタ 63分 · オスカル 71分 | レポート | J.ジョン 46分 |

| スタンフォード・ブリッジ, ロンドン 観客数: 40,084人 主審: バス・ナイファイス |

### グループF
| team       | 勝点 | 試合 | 勝 | 分 | 負 | 得 | 失 | 差 |
| ---------- | ---- | ---- | -- | -- | -- | -- | -- | -- |
| バイエルン | 13   | 6    | 4  | 1  | 1  | 15 | 7  | +8 |
| バレンシア | 13   | 6    | 4  | 1  | 1  | 12 | 5  | +7 |
| BATE       | 6    | 6    | 2  | 0  | 4  | 9  | 15 | -6 |
| リール     | 3    | 6    | 1  | 0  | 5  | 4  | 13 | -9 |

| 2012年9月19日 20:45 |

| リール        | 1 - 3    | BATE                                                       |
| シェジュ 60分 | レポート | ヴァラズコ 6分 · ラジヴォナウ 20分 · アリャフノヴィチ 43分 |

| グラン・スタッド・リール・メトロポール, ヴィルヌーヴ＝ダスク 観客数: 38,122人 主審: マルチン・ボルスキ |

| 2012年9月19日 20:45 |

| バイエルン・ミュンヘン                        | 2 - 1    | バレンシア      |
| シュヴァインシュタイガー 38分 · クロース 76分 | レポート | バルデス 90+1分 |

| フースバル・アレナ・ミュンヘン, ミュンヘン 観客数: 68,000人 主審: フィラト・アイディヌス |

| 2012年10月2日 18:30 |

| バレンシア          | 2 - 0    | リール |
| ジョナス 38分, 75分 | レポート |        |

| エスタディオ・デ・メスタージャ, バレンシア 観客数: 28,517人 主審: ジャンルカ・ロッキ |

| 2012年10月23日 18:30 |

| BATE | 0 - 3    | バレンシア                           |
|      | レポート | ソルダード 45+1分 (pen.), 55分, 69分 |

| ディナモ・スタジアム, ミンスク 観客数: 29,180人 主審: クレイグ・トムソン |

| 2012年10月23日 20:45 |

| リール | 0 - 1    | バイエルン           |
|        | レポート | ミュラー 20分 (pen.) |

| グラン・スタッド・リール・メトロポール, ヴィルヌーヴ＝ダスク 観客数: 45,259人 主審: マーティン・アトキンソン |

| 2012年11月7日 20:45 |

| バレンシア                                                   | 4 - 2    | BATE                                |
| ジョナス 26分 · ソルダード 29分 (pen.) · フェグリ 51分, 86分 | レポート | ブレッサン 53分 · マザレウスキ 83分 |

| エスタディオ・デ・メスタージャ, バレンシア 観客数: 22,795人 主審: トム・ハラル・ハゲン |

| 2012年11月7日 20:45 |

| バイエルン                                                                               | 6 - 1    | リール      |
| シュヴァインシュタイガー 5分 · ピサーロ 18分, 28分, 33分 · ロッベン 23分 · クロース 66分 | レポート | カルー 57分 |

| フースバル・アレナ・ミュンヘン, ミュンヘン 観客数: 68,000人 主審: オビディウ・アリン・ハテガン |

| 2012年11月20日 18:30 |

| BATE | 0 - 2    | リール                        |
|      | レポート | シディベ 14分 · ブルーノ 31分 |

| ディナモ・スタジアム, ミンスク 観客数: 22,810人 主審: マリヨ・ストラホニャ |

| 2012年11月20日 20:45 |

| バレンシア    | 1 - 1    | バイエルン    |
| フェグリ 77分 | レポート | ミュラー 82分 |

| エスタディオ・デ・メスタージャ, バレンシア 観客数: 35,407人 主審: ハワード・ウェブ |

| 2012年12月5日 20:45 |

| バイエルン                                                | 4 - 1    | BATE              |
| ゴメス 22分 · ミュラー 54分 · シャチリ 65分 · アラバ 83分 | レポート | フィリペンコ 89分 |

| フースバル・アレナ・ミュンヘン, ミュンヘン 観客数: 68,000人 主審: ウィリアム・コルム |

### グループG
| team                 | 勝点 | 試合 | 勝 | 分 | 負 | 得 | 失 | 差 |
| -------------------- | ---- | ---- | -- | -- | -- | -- | -- | -- |
| バルセロナ           | 13   | 6    | 4  | 1  | 1  | 11 | 5  | +6 |
| セルティック         | 10   | 6    | 3  | 1  | 2  | 9  | 8  | +1 |
| ベンフィカ           | 8    | 6    | 2  | 2  | 2  | 5  | 5  | 0  |
| スパルタク・モスクワ | 3    | 6    | 1  | 0  | 5  | 7  | 14 | -7 |

| 2012年9月19日 20:45 |

| バルセロナ                        | 3 - 2    | スパルタク・モスクワ                 |
| テージョ 14分 · メッシ 72分, 80分 | レポート | アウヴェス 29分 (o.g.) · ロムロ 59分 |

| カンプ・ノウ, バルセロナ 観客数: 73,580人 主審: ミロラド・マジッチ |

| 2012年9月19日 20:45 |

| セルティック | 0 - 0    | ベンフィカ |
|              | レポート |            |

| セルティック・パーク, グラスゴー 観客数: 57,759人 主審: ニコラ・リッツォーリ |

| 2012年10月2日 18:00 |

| スパルタク・モスクワ | 2 - 3    | セルティック                                           |
| エメニケ 41分, 48分  | レポート | フーパー 12分 · コムバロフ 71分 (o.g.) · サマラス 90分 |

| ルジニキ・スタジアム, モスクワ 観客数: 43,352人 主審: トニー・シャプロン |

| 2012年10月2日 20:45 |

| ベンフィカ | 0 - 2    | バルセロナ                         |
|            | レポート | サンチェス 6分 · ファブレガス 55分 |

| エスタディオ・ダ・ルス, リスボン 観客数: 63,847人 主審: ジュネイト・チャクル |

| 2012年10月23日 18:00 |

| スパルタク・モスクワ                              | 2 - 1    | ベンフィカ |
| ラファエル・カリオカ 3分 · ジャルデウ 43分 (o.g.) | レポート | リマ 33分  |

| ルジニキ・スタジアム, モスクワ 観客数: 41,237人 主審: マーク・クラッテンバーグ |

| 2012年10月23日 20:45 |

| バルセロナ                      | 2 - 1    | セルティック  |
| イニエスタ 45分 · アルバ 90+4分 | レポート | サマラス 18分 |

| カンプ・ノウ, バルセロナ 観客数: 77,781人 主審: ジャンルカ・ロッキ |

| 2012年11月7日 20:45 |

| ベンフィカ          | 2 - 0    | スパルタク・モスクワ |
| カルドソ 55分, 69分 | レポート |                      |

| エスタディオ・ダ・ルス, リスボン 観客数: 36,448人 主審: フロリアン・マイアー |

| 2012年11月7日 20:45 |

| セルティック                | 2 - 1    | バルセロナ    |
| ワニアマ 21分 · ワット 83分 | レポート | メッシ 90+1分 |

| セルティック・パーク, グラスゴー 観客数: 55,283人 主審: ビョルン・カイペルス |

| 2012年11月20日 18:00 |

| スパルタク・モスクワ | 0 - 3    | バルセロナ                          |
|                      | レポート | アウヴェス 16分 · メッシ 27分, 39分 |

| ルジニキ・スタジアム, モスクワ 観客数: 67,325人 主審: イバン・ベベク |

| 2012年11月20日 20:45 |

| ベンフィカ               | 2 - 1    | セルティック  |
| ジョン 7分 · ガライ 71分 | レポート | サマラス 32分 |

| エスタディオ・ダ・ルス, リスボン 観客数: 47,065人 主審: カッシャイ・ヴィクトル |

| 2012年12月5日 20:45 |

| バルセロナ | 0 - 0    | ベンフィカ |
|            | レポート |            |

| カンプ・ノウ, バルセロナ 観客数: 50,659人 主審: スバイン・モーエン |

| 2012年12月5日 20:45 |

| セルティック                         | 2 - 1    | スパルタク・モスクワ |
| フーパー 21分 · コモンズ 81分 (pen.) | レポート | アリ 39分            |

| セルティック・パーク, グラスゴー 観客数: 59,168人 主審: フェリックス・ブリッヒ |

### グループH
| team                         | 勝点 | 試合 | 勝 | 分 | 負 | 得 | 失 | 差 |
| ---------------------------- | ---- | ---- | -- | -- | -- | -- | -- | -- |
| マンチェスター・ユナイテッド | 12   | 6    | 4  | 0  | 2  | 9  | 6  | +3 |
| ガラタサライ                 | 10   | 6    | 3  | 1  | 2  | 7  | 6  | +1 |
| CFRクルジュ                  | 10   | 6    | 3  | 1  | 2  | 9  | 7  | +2 |
| ブラガ                       | 3    | 6    | 1  | 0  | 5  | 7  | 13 | -6 |

| 2012年9月19日 20:45 |

| マンチェスター・ユナイテッド | 1 - 0    | ガラタサライ |
| キャリック 7分               | レポート |              |

| オールド・トラッフォード, マンチェスター 観客数: 74,653人 主審: ヴォルフガング・シュタルク |

| 2012年9月19日 20:45 |

| ブラガ | 0 - 2    | CFRクルジュ         |
|        | レポート | バストス 19分, 34分 |

| エスタディオ・ムニシパル, ブラガ 観客数: 10,922人 主審: ペーター・ラスムセン |

| 2012年10月2日 20:45 |

| CFRクルジュ     | 1 - 2    | マンチェスター・ユナイテッド |
| カペタノス 14分 | レポート | ファン・ペルシ 29分, 49分    |

| コンスタンティン・ラドゥレスク, クルジュ＝ナポカ 観客数: 16,259人 主審: アルベルト・ウンディアーノ |

| 2012年10月2日 20:45 |

| ガラタサライ | 0 - 2    | ブラガ                        |
|              | レポート | ミカエル 27分 · アラン 90+4分 |

| アリ・サミ・イェン・スポル・コンプレクスィ, イスタンブール 観客数: 46,987人 主審: トム・ハラル・ハゲン |

| 2012年10月23日 20:45 |

| ガラタサライ    | 1 - 1    | CFRクルジュ          |
| B.ユルマズ 77分 | レポート | ヌンケウ 19分 (o.g.) |

| アリ・サミ・イェン・スポル・コンプレクスィ, イスタンブール 観客数: 39,013人 主審: パオロ・タリャベント |

| 2012年10月23日 20:45 |

| マンチェスター・ユナイテッド              | 3 - 2    | ブラガ           |
| エルナンデス 25分, 75分 · エヴァンズ 62分 | レポート | アラン 2分, 20分 |

| オールド・トラッフォード, マンチェスター 観客数: 73,195人 主審: ミロラド・マジッチ |

| 2012年11月7日 20:45 |

| CFRクルジュ   | 1 - 3    | ガラタサライ                |
| スーグー 53分 | レポート | B.ユルマズ 18分, 61分, 74分 |

| コンスタンティン・ラドゥレスク, クルジュ＝ナポカ 観客数: 16,232人 主審: ウィリアム・コルム |

| 2012年11月7日 20:45 |

| ブラガ             | 1 - 3    | マンチェスター・ユナイテッド                                     |
| アラン 49分 (pen.) | レポート | ファン・ペルシ 80分 · ルーニー 84分 (pen.) · エルナンデス 90+2分 |

| エスタディオ・ムニシパル, ブラガ 観客数: 15,388人 主審: フェリックス・ブリッヒ |

| 2012年11月20日 20:45 |

| ガラタサライ    | 1 - 0    | マンチェスター・ユナイテッド |
| B.ユルマズ 53分 | レポート |                              |

| アリ・サミ・イェン・スポル・コンプレクスィ, イスタンブール 観客数: 50,278人 主審: カルロス・ベラスコ・カルバジョ |

| 2012年11月20日 20:45 |

| CFRクルジュ              | 3 - 1    | ブラガ      |
| R.ペドロ 7分, 15分, 33分 | レポート | アラン 17分 |

| コンスタンティン・ラドゥレスク, クルジュ＝ナポカ 観客数: 14,635人 主審: セルゲイ・カラセフ |

| 2012年12月5日 20:45 |

| マンチェスター・ユナイテッド | 0 - 1    | CFRクルジュ             |
|                              | レポート | ルイス・アルベルト 17分 |

| オールド・トラッフォード, マンチェスター 観客数: 71,521人 主審: ダニエレ・オルサート |

| 2012年12月5日 20:45 |

| ブラガ        | 1 - 2    | ガラタサライ                      |
| モッソロ 32分 | レポート | B.ユルマズ 58分 · I.ユルマズ 78分 |

| エスタディオ・ムニシパル, ブラガ 観客数: 8,964人 主審: ニコラ・リッツォーリ |